# 루시퍼티티
루시퍼티티(Callicebus lucifer)는 신세계원숭이에 속하는 티티원숭이의 일종이다. 남아메리카의 브라질과 콜롬비아, 에콰도르 그리고 페루에서 발견된다.